# Enicospilus insularis
Enicospilus insularis là một loài tò vò trong họ Ichneumonidae.